# عبد الوهاب بن محمد الفيروز
أبو النصر عبد الوهاب بن محمد بن عبد الله بن فيروز التميمي النجدي الأحسائي (1 جمادى الآخرة 1172 هـ / 29 يناير 1759م - 7 رمضان 1205 هـ / - 9 مايو 1791م) فقيه حنبلي وكاتب ديني سعودي من أهل القرن الثامن عشر الميلادي/ الثاني عشر الهجري. ولد بالمبرز بالأحساء بإمارة الدرعية ونشأ ودرس بها. اشتغل بالتدريس والتأليف. أصاب بمرض حيث كان يقيم في بلدة الزبارة وتوفي بها عن عمر يناهز ثلاث وثلاثين سنة. له مؤلفات عدة وشروح وحواش وقصائد متفرقة، منها القول السديد في جواز التقليد. 

## نسبه وأسرته
هو عبد الوهاب بن محمد بن عبد الله بن محمد بن عبد الوهاب بن عبد الله بن فيروز بن محمد بن بسام بن عقبة بن ريس بن زاخر بن محمد بن علوي بن وهيب الوهيبي التميمي النجدي الأحسائي. أصل أسرته من أشيقر من الوشم، فانتقلوا إلى الأحساء.

ولد عبد الوهاب ابن فيروز قبيل الظهر يوم الثلاثة غرة جمادى الآخرة 1172/ 29 يناير 1759 في المبرز بالأحساء بإمارة الدرعية ونشأ بها. قرأ فيها الحديث وأصوله والنحو عن عيسى بن مطلق والبلاغة والمنطق والفقه والفرائض والحساب عن عبد الرحمن الزواوي والجبر والمقابلة والهيئة وغير ذلك. أخذ عن والده الفقه الحنبلي.

ثم قام بالتدريس ومن تلاميذه عبد الله بن داود، الذي ألف كتاباً في أحد أسئلته. اشتغل بالتأليف، وله مؤلفات وقصائد وحواش وشروح في فنون عدّة.

كان يقيم في بلدة الزبارة بإمارة الزبارة، فأصاب بمرض، وتوفي فيها في 7 رمضان 1205/ 9 مايو 1791 عن ثلاثة وثلاثين سنة ودفن بها. 

## مؤلفاته
- حاشية على الروض المربع [3]
- حاشية نفيسة على شرح الزاد
- شرح الجوهر المكنون للأخضري، في البلاغة
- إبداء المجهود في جواب سؤال ابن داود عن المقلد المذهبي
- القول السديد في جواز التقليد
- زوال اللبس عمن أراد بيان ما يمكن أن يطلع الله عليه أحدًا من خلقه على الخمس
- تعاليق على التصريح شرح التوضيح، لابن هاشم، والتصريح لخاد الأزهري
- تعاليق على شرح المنتهى لمنصور البهوتي
- تعاليق على شرح عقود الجمان، للمرشدي

وبعض مؤلفاته لم تكمل حيث توفي شابا، وله قصائد ومقطوعات شعرية.